# ベイノ・ウードリック
ベイノ・ウードリー（Beno Udrih 1982年7月5日-）はスロベニアの元バスケットボール選手。ニューオーリンズ・ペリカンズの選手育成部門担当コーチを務める。日本語表記では「ベーノ」、「ベィノ」、「ベノ」、｢ウドリー｣、｢ウードリー｣とも表記される。ユーゴスラビア連邦スロベニアツェリェ出身。身長191cm。体重93kg。

## 生い立ち
父親や兄もプロバスケットボール選手となっているバスケットボール一家に生まれた。

## ヨーロッパ時代
1997年にスロベニアの2部リーグでプロデビュー、翌シーズンから3期1部リーグでプレイ、2000年にはリーグの新人王を獲得、この年にはスロベニア代表にも初めて選出された。そして国内強豪のKK Union Olimpijaに移籍、その後、イスラエルのマッカビ・テルアビブBCやロシアのAvtodor Saratov、イタリアのオリンピア・ミラノなど数チームでプレーした。

## NBA

### サンアントニオ・スパーズ (2004-2006)
2004年のNBAドラフトでサンアントニオ・スパーズから1順目28位指名を受けNBA入り。80試合に出場、平均5.9得点、1.9アシストの成績を残す。チームも2005年のNBAファイナルでデトロイト・ピストンズを下しNBAチャンピオンの一員となった。その後出場機会が減少するも、チームは2007年のNBAファイナルでクリーブランド・キャバリアーズを4連勝でスウィープして優勝した。

### サクラメント・キングス (2007-2011)

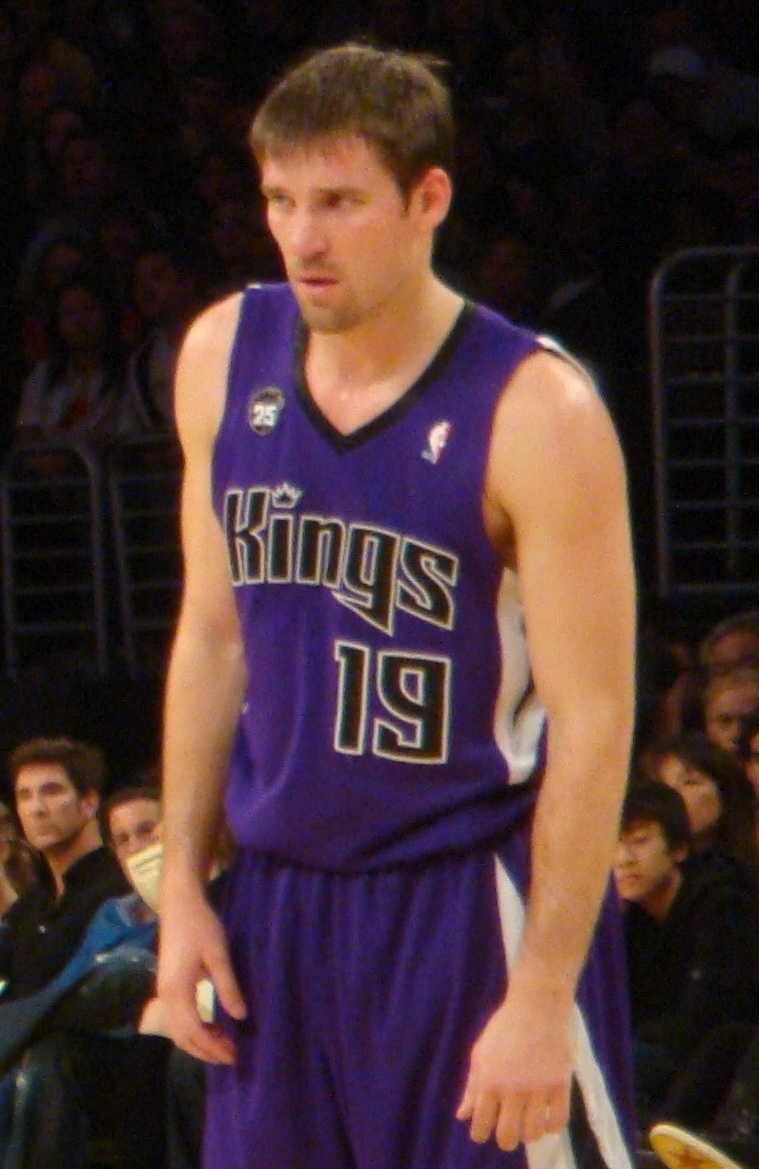
サクラメント・キングス時代のウードリック

2007年-08年シーズン開幕前にミネソタ・ティンバーウルブズに放出され、直後に解雇された。その後シーズン開幕直後にサクラメント・キングスと契約。エースのマイク・ビビーの欠場もあり、いきなり先発に抜擢され活躍。スターターに定着し、2008年のオフ次にはロサンゼルス・クリッパーズなどが興味を示したが、キングスと5年3330万ドルで契約を結んだ。2010年12月22日のゴールデンステート・ウォリアーズ戦ではキャリアハイの34得点、同年3月22日のクリッパーズ戦ではキャリアハイの17アシストをマークした。

### ミルウォーキー・バックス (2011-2013)
2011年のNBAドラフト開催日の6月24日にボブキャッツ・ミルウォーキー・バックス・キングスの三角トレードでバックスへ移籍。

### オーランド・マジック (2013)
2013年2月22日にオーランド・マジックとの大型トレードでマジックへ移籍。

### ニューヨーク・ニックス (2013-2014)
2013年8月9日にニューヨーク・ニックスと1年127万ドルで契約を結んだ。2014年2月25日に解雇された。

### メンフィス・グリズリーズ (2014-2015)
2014年2月28日にメンフィス・グリズリーズとシーズン終了まで契約を結び、シーズン終了後の7月16日に2年420万ドルで再契約をした。

### マイアミ・ヒート (2015-2016)
2015年11月10日、マリオ・チャルマーズ、ジェームズ・エニスとの交換で、ジャーネル・ストークスと共にマイアミ・ヒートにトレードされた。2016年8月18日には1年140万ドルで再契約したが、10月23日に解雇された。

### デトロイト・ピストンズ (2016-2017)
2016年10月24日にデトロイト・ピストンズと契約し シーズン開幕のトロント・ラプターズ戦に出場した。

### 現役引退へ
2017-18シーズンはBCジャルギリスでプレー。以降は選手契約は出来ず、ウェストチェスター・ニックスのコーチを経て2021年よりニューオーリンズ・ペリカンズの選手育成コーチを務めていたが、11月28日に正式に引退を表明。コーチ業に専念することを表明した。

## NBA個人成績

### レギュラーシーズン
| シーズン | チーム       | GP  | GS  | MPG  | FG%  | 3P%   | FT%   | RPG | APG | SPG | BPG | PPG  |
| -------- | ------------ | --- | --- | ---- | ---- | ----- | ----- | --- | --- | --- | --- | ---- |
| 2004–05  | スパーズ     | 80  | 2   | 14.4 | .444 | .408  | .753  | 1.0 | 1.9 | .5  | .1  | 5.9  |
| 2005–06  | スパーズ     | 55  | 3   | 10.7 | .455 | .343  | .780  | 1.0 | 1.7 | .3  | .0  | 5.1  |
| 2006–07  | スパーズ     | 73  | 1   | 13.0 | .369 | .287  | .883  | 1.1 | 1.7 | .4  | .0  | 4.7  |
| 2007–08  | キングス     | 65  | 51  | 32.0 | .463 | .387  | .850  | 3.3 | 4.3 | .9  | .2  | 12.8 |
| 2008–09  | キングス     | 73  | 72  | 31.1 | .461 | .310  | .820  | 3.0 | 4.7 | 1.1 | .2  | 11.0 |
| 2009–10  | キングス     | 79  | 41  | 31.4 | .493 | .377  | .837  | 2.8 | 4.7 | 1.1 | .1  | 12.9 |
| 2010–11  | キングス     | 79  | 64  | 34.6 | .500 | .357  | .864  | 3.4 | 4.9 | 1.2 | .1  | 13.7 |
| 2011–12  | バックス     | 59  | 0   | 18.3 | .440 | .288  | .709  | 1.7 | 3.8 | .6  | .0  | 5.9  |
| 2012–13  | バックス     | 39  | 0   | 18.4 | .475 | .265  | .727  | 2.0 | 3.5 | .4  | .1  | 6.7  |
| 2012–13  | マジック     | 27  | 9   | 27.3 | .408 | .396  | .857  | 2.3 | 6.1 | .9  | .0  | 10.2 |
| 2013–14  | ニックス     | 31  | 12  | 19.0 | .425 | .425  | .833  | 1.8 | 3.5 | .7  | .1  | 5.6  |
| 2013–14  | グリズリーズ | 10  | 0   | 5.5  | .556 | 1.000 | .833  | 0.2 | 0.6 | .1  | .1  | 2.7  |
| 2014–15  | グリズリーズ | 79  | 12  | 18.9 | .487 | .268  | .853  | 1.8 | 2.6 | .6  | .1  | 7.7  |
| 2015–16  | グリズリーズ | 8   | 0   | 15.0 | .435 | .364  | 1.000 | 1.1 | 3.3 | .4  | .1  | 5.9  |
| 2015–16  | ヒート       | 36  | 5   | 16.3 | .434 | .333  | .882  | 1.8 | 2.5 | .3  | 0   | 4.4  |
| 2016–17  | ピストンズ   | 39  | 0   | 14.4 | .467 | .344  | .941  | 1.5 | 3.4 | .3  | 0   | 5.8  |
| Career   |              | 831 | 272 | 21.9 | .463 | .349  | .833  | 2.1 | 3.4 | .7  | .1  | 8.4  |

### プレーオフ
| シーズン | チーム       | GP | GS | MPG  | FG%  | 3P%   | FT%   | RPG | APG | SPG | BPG | PPG |
| -------- | ------------ | -- | -- | ---- | ---- | ----- | ----- | --- | --- | --- | --- | --- |
| 2005     | スパーズ     | 21 | 0  | 11.5 | .359 | .270  | .857  | .8  | 1.0 | .4  | .0  | 3.7 |
| 2006     | スパーズ     | 7  | 0  | 6.7  | .333 | .167  | .800  | .6  | 1.1 | .0  | .0  | 3.6 |
| 2007     | スパーズ     | 8  | 0  | 2.5  | .000 | .000  | 1.000 | .1  | .1  | .0  | .0  | .3  |
| 2014     | グリズリーズ | 7  | 0  | 16.4 | .467 | .333  | .692  | 1.7 | 1.7 | .4  | .0  | 7.9 |
| 2015     | グリズリーズ | 10 | 0  | 17.5 | .425 | .250' | .833  | 2.0 | 2.1 | .5  | .0  | 7.6 |
| Career   |              | 43 | 0  | 11.3 | .388 | .260  | .804  | 1.0 | 1.2 | .3  | .0  | 4.5 |

## スロベニア代表
2006年に日本で行われたバスケットボール世界選手権に、スロベニア代表として出場している。